# Sci alpino ai VII Giochi olimpici invernali
Nello sci alpino ai VII Giochi olimpici invernali, svoltasi nel 1956 a Cortina d'Ampezzo (Italia), vennero assegnate sei medaglie (3 maschili e 3 femminili) in tre discipline. I primi tre classificati di ciascuna gara, oltre alla medaglia olimpica ottennero anche quella dei Campionati mondiali di sci alpino. Le due gare di combinata assegnarono solo le medaglie valevoli per i campionati mondiali.

## Programma
| Sci alpino ai VII Giochi olimpici invernali | Sci alpino ai VII Giochi olimpici invernali | Sci alpino ai VII Giochi olimpici invernali | Sci alpino ai VII Giochi olimpici invernali | Sci alpino ai VII Giochi olimpici invernali | Sci alpino ai VII Giochi olimpici invernali | Sci alpino ai VII Giochi olimpici invernali | Sci alpino ai VII Giochi olimpici invernali | Sci alpino ai VII Giochi olimpici invernali | Sci alpino ai VII Giochi olimpici invernali | Sci alpino ai VII Giochi olimpici invernali | Sci alpino ai VII Giochi olimpici invernali |
| Eventi / Giorni                             | Gennaio 1956                                | Gennaio 1956                                | Gennaio 1956                                | Gennaio 1956                                | Gennaio 1956                                | Gennaio 1956                                | Febbraio 1956                               | Febbraio 1956                               | Febbraio 1956                               | Febbraio 1956                               | Febbraio 1956                               |
| Eventi / Giorni                             | 26                                          | 27                                          | 28                                          | 29                                          | 30                                          | 31                                          | 1                                           | 2                                           | 3                                           | 4                                           | 5                                           |
| ------------------------------------------- | ------------------------------------------- | ------------------------------------------- | ------------------------------------------- | ------------------------------------------- | ------------------------------------------- | ------------------------------------------- | ------------------------------------------- | ------------------------------------------- | ------------------------------------------- | ------------------------------------------- | ------------------------------------------- |
| Discesa maschile                            |                                             |                                             |                                             |                                             |                                             |                                             |                                             |                                             | Finale                                      |                                             |                                             |
| Gigante maschile                            |                                             |                                             |                                             | Finale                                      |                                             |                                             |                                             |                                             |                                             |                                             |                                             |
| Slalom maschile                             |                                             |                                             |                                             |                                             |                                             | Finale                                      |                                             |                                             |                                             |                                             |                                             |
| Discesa femminile                           |                                             |                                             |                                             |                                             |                                             |                                             | Finale                                      |                                             |                                             |                                             |                                             |
| Gigante femminile                           |                                             | Finale                                      |                                             |                                             |                                             |                                             |                                             |                                             |                                             |                                             |                                             |
| Slalom femminile                            |                                             |                                             |                                             |                                             | Finale                                      |                                             |                                             |                                             |                                             |                                             |                                             |

## Podi
| Evento                     | Oro                      | Perform. | Argento          | Perform. | Bronzo               | Perform. |
| Gare Maschili              |                          |          |                  |          |                      |          |
| Discesa libera (dettagli)  | Toni Sailer              | 2'52"2   | Raymond Fellay   | 2'55"7   | Andreas Molterer     | 2'56"2   |
| Slalom gigante (dettagli)  | Toni Sailer              | 3'00"1   | Andreas Molterer | 3'06"3   | Walter Schuster      | 3'07"2   |
| Slalom speciale (dettagli) | Toni Sailer              | 3'14"7   | Chiharu Igaya    | 3'18"7   | Stig Sollander       | 3'20"2   |
| Gare Femminili             |                          |          |                  |          |                      |          |
| Discesa libera (dettagli)  | Madeleine Chamot-Berthod | 1'40"7   | Frieda Dänzer    | 1'45"4   | Lucile Wheeler       | 1'45"9   |
| Slalom gigante (dettagli)  | Ossi Reichert            | 1'56"5   | Josefine Frandl  | 1'57"8   | Dorothea Hochleitner | 1'58"2   |
| Slalom speciale (dettagli) | Renée Colliard           | 1'52"3   | Regina Schöpf    | 1'55"4   | Evgenija Sidorova    | 1'56"7   |

## Medagliere
| Posizione | Paese            |   |   |   | Totale |
| --------- | ---------------- | - | - | - | ------ |
| 1         | Austria          | 3 | 3 | 3 | 9      |
| 2         | Svizzera         | 2 | 2 | 0 | 4      |
| 3         | Germania         | 1 | 0 | 0 | 1      |
| 4         | Giappone         | 0 | 1 | 0 | 1      |
| 5         | Unione Sovietica | 0 | 0 | 1 | 1      |
| 5         | Svezia           | 0 | 0 | 1 | 1      |
| 5         | Canada           | 0 | 0 | 1 | 1      |
| Totale    | Totale           | 6 | 6 | 6 | 18     |

## Gare valevoli per i campionati mondiali

### Combinata maschile
| Posizione | Atleta         | Nazione |
| --------- | -------------- | ------- |
| Oro       | Toni Sailer    | Austria |
| Argento   | Charles Bozon  | Francia |
| Bronzo    | Stig Sollander | Svezia  |

### Combinata femminile
| Posizione | Atleta            | Nazione  |
| --------- | ----------------- | -------- |
| Oro       | Madeleine Berthod | Svizzera |
| Argento   | Frieda Dänzer     | Svizzera |
| Bronzo    | Giuliana Minuzzo  | Italia   |